# عيد الميلاد في روسيا
عيد الميلاد في روسيا (بالروسية: Роздество Христово، Rozhdestvo Khristovo)، هو يوم عطلة لإحياء ذكرى الميلاد ليسوع المسيح، في الكنيسة الروسية الأرثوذكسية،. يتم الاحتفال به في 25 ديسمبر حسب التقويم اليولياني، والذي يتوافق مع 7 يناير حسب التقويم ميلادي (التقويم المستخدم في الغالب في المجتمع الغربي). ويعتبره عيدًا عاليًا عند الكنيسة، وهو أحد الأعياد الكبرى الـ12، وواحد من أربعة منها فقط تسبقها فترة من الصيام. تبدأ احتفالات عيد الميلاد الروسية التقليدية عشية عيد الميلاد، والتي يتم الاحتفال بها في 6 يناير.
ألغى عيد الميلاد إلى حد كبير من التقويم الروسي خلال معظم القرن العشرين بسبب سياسات اضطهاد المسيحيين في الاتحاد السوفيتي، ولكن العديد من تقاليده نجت، بعد أن نقلت إلى يوم رأس السنة الجديدة. على الرغم من إعادة اعتبار عيد الميلاد عطلة في التسعينيات بعد تفكك الاتحاد السوفيتي، إلا أنه لا يزال يتفوق عليه يوم رأس السنة الجديدة، والذي يظل أهم عطلة روسية.

## تاريخ
في روسيا، أصبحت عطلة عيد الميلاد الاحتفال الرسمي بمعمودية كييف روس التي أمر بها الأمير فلاديمير الأول في أواخر القرن العاشر. ومع ذلك، بالنظر إلى المجتمع المسيحي المبكر في كييف روس، قد يكون للاحتفال تاريخ أطول.
في القرن التاسع عشر، أصبحت شجرة عيد الميلاد المزينة ببذخ عنصرًا أساسيًا في العطلة، وهو تقليد استوردته في الأصل زوجة نيكولاي الأول، ألكسندرا فيودوروفنا، من موطنها الأصلي بروسيا. تقليد تقديم الهدايا للأطفال في عيد الميلاد ترسخ في نفس الوقت تقريبًا. حضرت هدايا عيد الميلاد تقليديًا بواسطة ديد موروز (بالروسية: Дед Моро́з)، النظير الروسي للقديس نيكولاس أو الأب كريسماس، وإن كان أطول قليلاً وأقل قوة. متجذر في الفولكلور السلافي، ترافق ديد موروز حفيدته الجميلة، سنيجوروشكا (بالروسية: Снегу́рочка)، التي تركب معه على مزلقة يجرها ثلاثة من الخيول.
خلال الفترة السوفيتية المبكرة، توقفت جميع الاحتفالات الدينية في ظل سياسة الإلحاد الرسمية للدولة. جادل البلاشفة بأن عيد الميلاد كان طقوسًا وثنية لعبادة الشمس.دون أي أساس في الحقيقة العلمية وأدانوا شجرة عيد الميلاد باعتبارها مستوردة ألمانية برجوازية. في عام 1929، ألغيت جميع الأعياد الدينية، بما في ذلك عيد الميلاد، بمرسوم من النظام الستاليني. ومع ذلك، في تحول مفاجئ لسياسات الدولة في عام 1935، قامت العديد من تقاليد عيد الميلاد الروسية كجزء من الاحتفال العلماني برأس السنة الجديدة بعد أن أقنع مستشارو يوسف ستالين فوجد بحاجة البروليتاريين إلى استراحة من عملهم الشاق في منتصف عام 1935. شتاء طويل بارد اعيد استخدام شجرة عيد الميلاد لتصبح "شجرة التنوب لرأس السنة الجديدة" (بالروسية: Нового́дняя ёлка، بالحروف اللاتينية: Novogodnyaya yolka) لتحظى بإعجاب جميع الأطفال في جميع أنحاء الاتحاد السوفيتي، بما في ذلك أولئك الذين يعيشون في الجمهوريات التي لم تحتفل تاريخيًا بعيد الميلاد بسبب اختلاف دياناتهم. التقاليد، مثل تلك الموجودة في آسيا الوسطى السوفيتية. فقدت سمات وتقاليد عيد الميلاد الروسية الأخرى، مثل تقديم الهدايا وزيارات ديد موروز وزينة عيد الميلاد، أهميتها الدينية وأصبحت مرتبطة باحتفالات رأس السنة الجديدة، والتي كانت ذات طبيعة علمانية.
في عام 1991، بعد تفكك الاتحاد السوفييتي، أعيد عيد الميلاد إلى جانب الأعياد الدينية الأخرى.

## الخدمات الدينية
عشية عيد الميلاد (6 يناير)، هناك العديد من الخدمات الكنسية الطويلة، بما في ذلك الساعات الملكية وصلاة الغروب جنبًا إلى جنب مع القداس الإلهي - بمثابة نهاية صوم الميلاد الطويل. ستعود العائلة بعد ذلك إلى المنزل لحضور ليلة عيد الميلاد التقليدية (العشاء المقدس)، والتي تتكون من 12 طبقًا، واحدة لتكريم كل من الرسل الاثني عشر - ولكن لا يوجد بها لحم لأنه يوم صيام إلزامي أو يوم صيام. ستعود العائلات بعد ذلك إلى الكنيسة لحضور الوقفة الاحتجاجية طوال الليل، تليها القداس الإلهي في منتصف الليل، والذي يتم بثه على شاشة التلفزيون على المستوى الوطني لأولئك الذين لا يستطيعون الحضور، من كاتدرائية المسيح المخلص - برئاسة بطريرك موسكو وعموم روسيا - وعلى المستوى الإقليمي من كبرى المدن. الكاتدرائيات. ثم يعودون مرة أخرى، في صباح عيد الميلاد، لحضور قداس الميلاد الإلهي الصباحي. منذ عام 1992، أصبح عيد الميلاد عطلة وطنية في روسيا كجزء من العطلات التي تستمر عشرة أيام في بداية العام الجديد.

## المطبخ الاحتفالي التقليدي
تشمل الأطباق الرئيسية على طاولة عيد الميلاد في روسيا القديمة الخنزير المشوي، ورأس الخنزير المحشو، وقطع اللحم المشوي، والهلام (الخلوديت)، وأسبك. وتضمن عشاء عيد الميلاد أيضًا العديد من اللحوم الأخرى: أوزة مع التفاح، والأرنب الحامض بالكريمة، ولحم الغزال، ولحم الضأن، والأسماك الكاملة، وما إلى ذلك. وفرة من اللحوم المقلية والمخبوزة، والدجاج المخبوز بالكامل، والأسماك. ارتبطت المائدة الاحتفالية بملامح الفرن الروسي، مما سمح بالتحضير الناجح لأجزاء كبيرة.
طهو شرائح اللحم ولحم الخنزير جيدًا في أواني مع العصيدة شبه التقليدية. كانت الفطائر أطباقًا لا غنى عنها لعيد الميلاد، بالإضافة إلى الأعياد الأخرى، وتضمنت كلا من بيروك المغلق والمفتوح (بيروجكي، فاتروشكا، كوليبياك، كورنيك، سايشكي، شانجي)، كالاتشي، والأوعية المقاومة للحرارة المطبوخة، وبليني. ضمنت الحشوات من كل النكهات (الأعشاب والخضروات والفواكه والفطر واللحوم والأسماك والجبن والمختلط).
تشمل الأطباق الحلوة المقدمة على طاولة عيد الميلاد الروسية التوت والفواكه والحلوى والكعك وأجنحة الملاك والبسكويت والعسل. وشملت المشروبات شرب المرق (كومبوت والحساء الحلو، سبيتين)، الهلام، والشاي الصيني منذ بداية القرن الثامن عشر.

## شكاوى حول اعتراف الحكومة
في عام 1999، طلب الملحد إم في أغبونوف من المحكمة الدستورية لروسيا الاتحادية اختبار دستورية المراسيم المتعلقة بالاعتراف بيوم 7 يناير باعتباره عطلة فيدرالية. وقد رفضت المحكمة هذا الطلب بحجة أن "الأحكام النظامية المحددة تنطبق على القانون في أيام العطل الرسمية...، ولا تتضمن أحكاما تشير إلى انتهاك الحقوق والحريات الدستورية التي أشار إليها المدعي". المواد 14 و19 و28 و29 (الجزء 2) من دستور روسيا)".
وفي عام 2008، قدمت مجموعة روسية من الوثنيين الجدد شكوى مماثلة. وقالت المجموعة إن الاعتراف بعيد الميلاد الأرثوذكسي عطلة رسمية يتعارض مع دستور روسيا، الذي بموجبه "لا يمكن إنشاء دين كدولة وإلزامية". وبعد أن نظرت المحكمة في الشكوى، رفضتها على أساس أن القرارات المتعلقة بالعطلات الرسمية هي من اختصاص الجمعية الاتحادية الروسية وليست مسألة دستورية.